# 1008 La Paz
För andra betydelser, se La Paz (olika betydelser).
1008 La Paz är en asteroid i huvudbältet som upptäcktes den 31 oktober 1923 av den tyske astronomen Max Wolf. Dess preliminära beteckning var 1923 PD. Den blev sedan namngiven efter den bolivianska huvudstaden La Paz.
La PaZ senaste periheliepassage skedde den 19 januari 2022. Dess rotationstid har bestämts till 8,998 timmar.